# Jan-Heweliusz-Denkmal
Als Jan-Hewelius-Denkmal werden zwei Denkmäler in der Danziger Altstadt bezeichnet, die an den Astronomen und Bürgermeister der Altstadt Johannes Hevelius erinnern.

## Denkmal von 1973

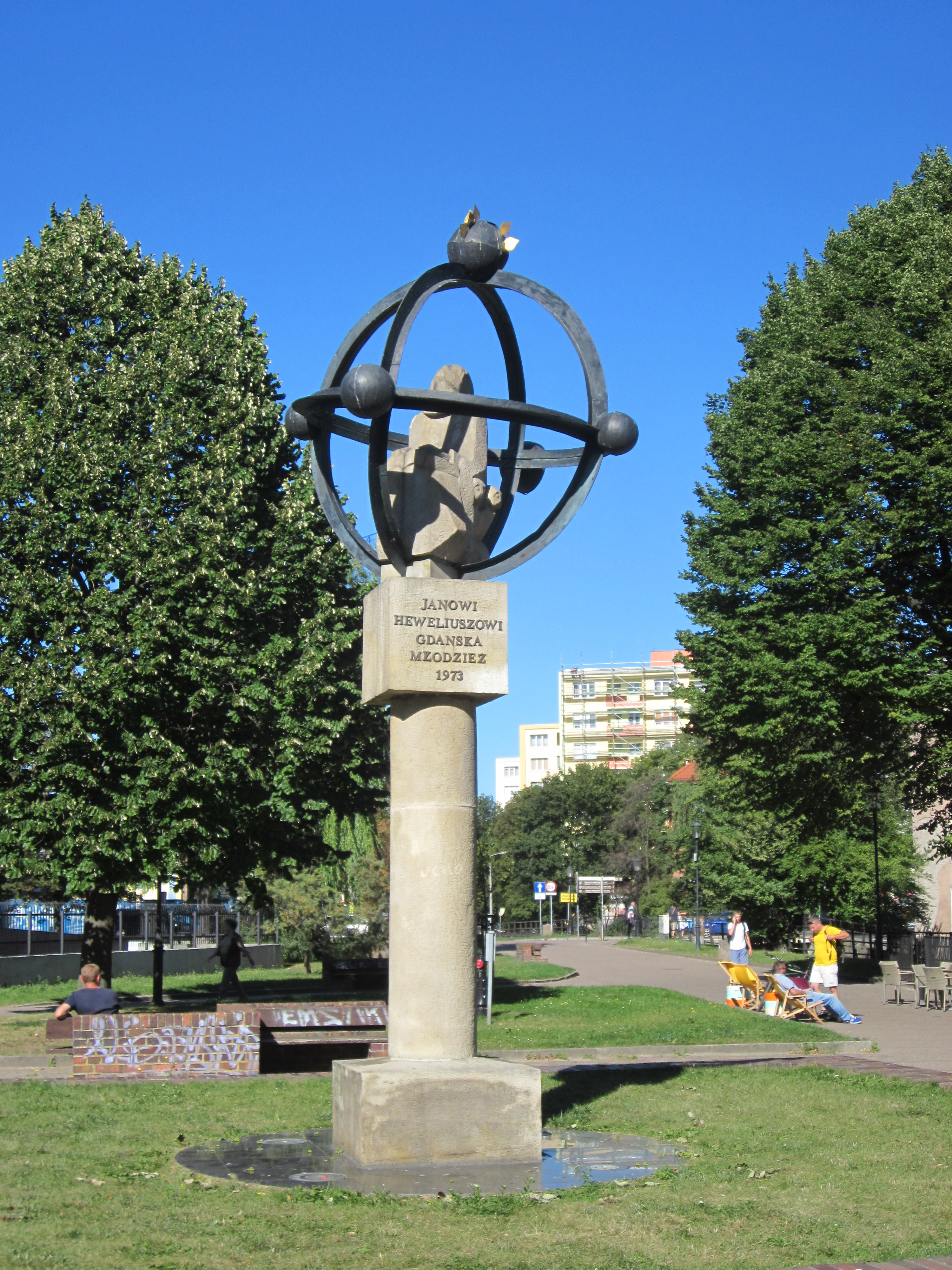
Das Jan-Heweliusz-Denkmal von 1973

Das ältere der  beiden Denkmäler wurde 1973 auf Initiative des Vereins „Neptun“ geschaffen und durch Spenden Danziger Bürger finanziert. Es ist aus Sandstein und das Astrolabium aus Kupferblech. Das Denkmal wurde von Michał Gąsienica Szostak entworfen. Es stand ursprünglich vor dem altstädtischen Rathaus in der ulica Korzenna. 2004 wurde das Denkmal von seinem ursprünglichen Standort auf die Grünfläche zwischen dem Hotel Mercure Gdańsk Stare Miasto (ehemals Hotel Heweliusz), der ulica Heweliusza und der ulica Wodopój verlegt.

## Denkmal von 2006
Im Rahmen der Feiern des 395. Geburtstages von Johannes Hevelius wurde am 28. Januar 2006 vor dem Alten Rathaus ein zweites Denkmal für den Astronomen enthüllt. Es steht an der Position, wo sich bis 2004 das Denkmal von 1973 befand. Entworfen wurde das Denkmal von dem Danziger Bildhauer Jan Szczypka. Die Bronzeskulptur zeigt eine lebensgroße sitzende Figur eines Gelehrten, der den Himmel beobachtet. Die Skulptur wurde im Stil des Spätbarock gehalten. Auf dem umliegenden Straßenpflaster wurden drei Platten eingelassen, die das Denkmal auf Polnisch, Deutsch und Englisch erläutern. 2009 wurde das Denkmal auf zwei Wänden eines benachbarten Gebäudes ergänzt, indem dort eine Karte des Sternenhimmels aus Hevelius’ Zeit dergestalt aufgebracht wurde, dass sie im Blickfeld der Denkmalskulptur liegt.

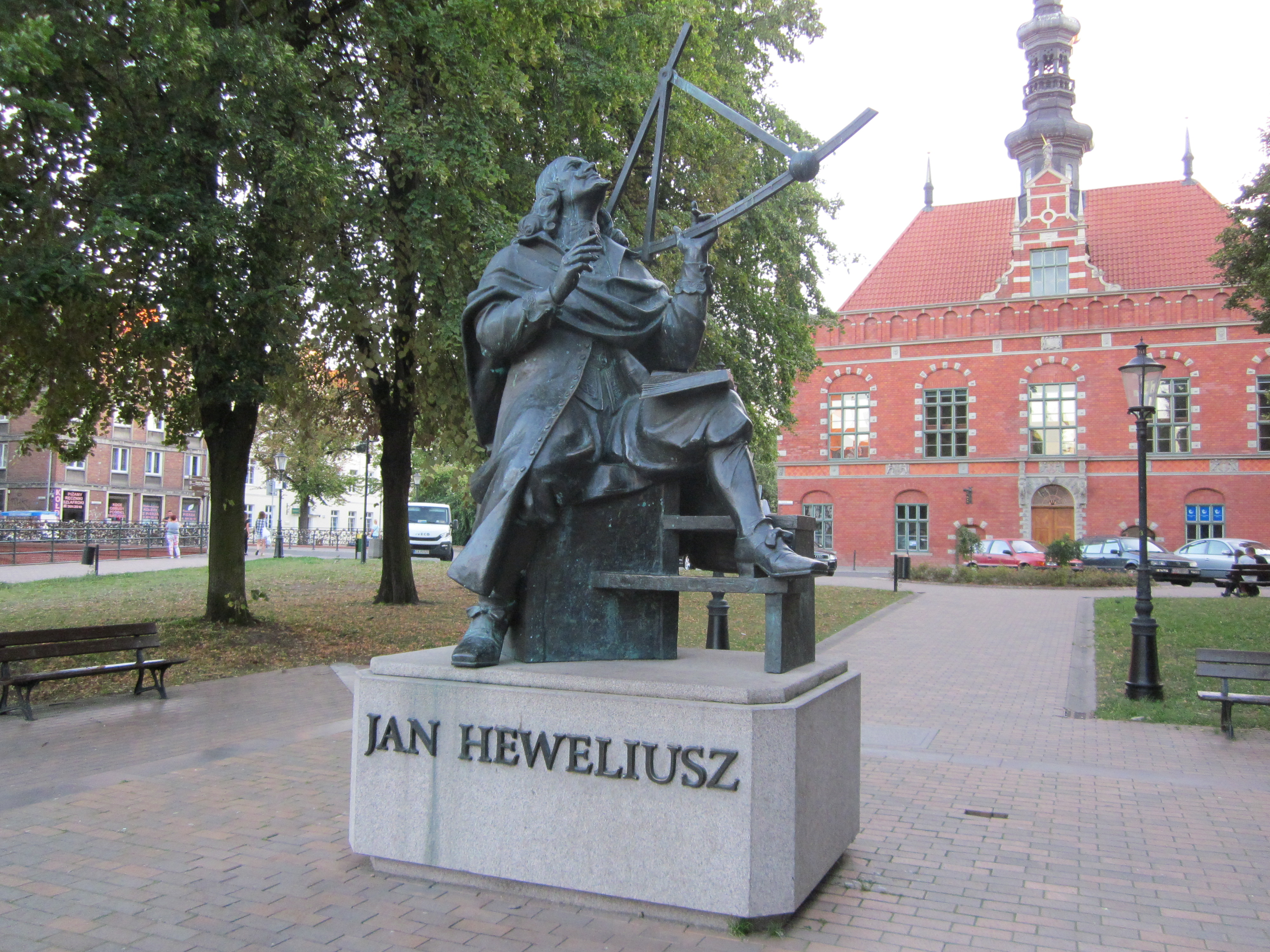
Das Jan-Heweliusz-Denkmal von 2006
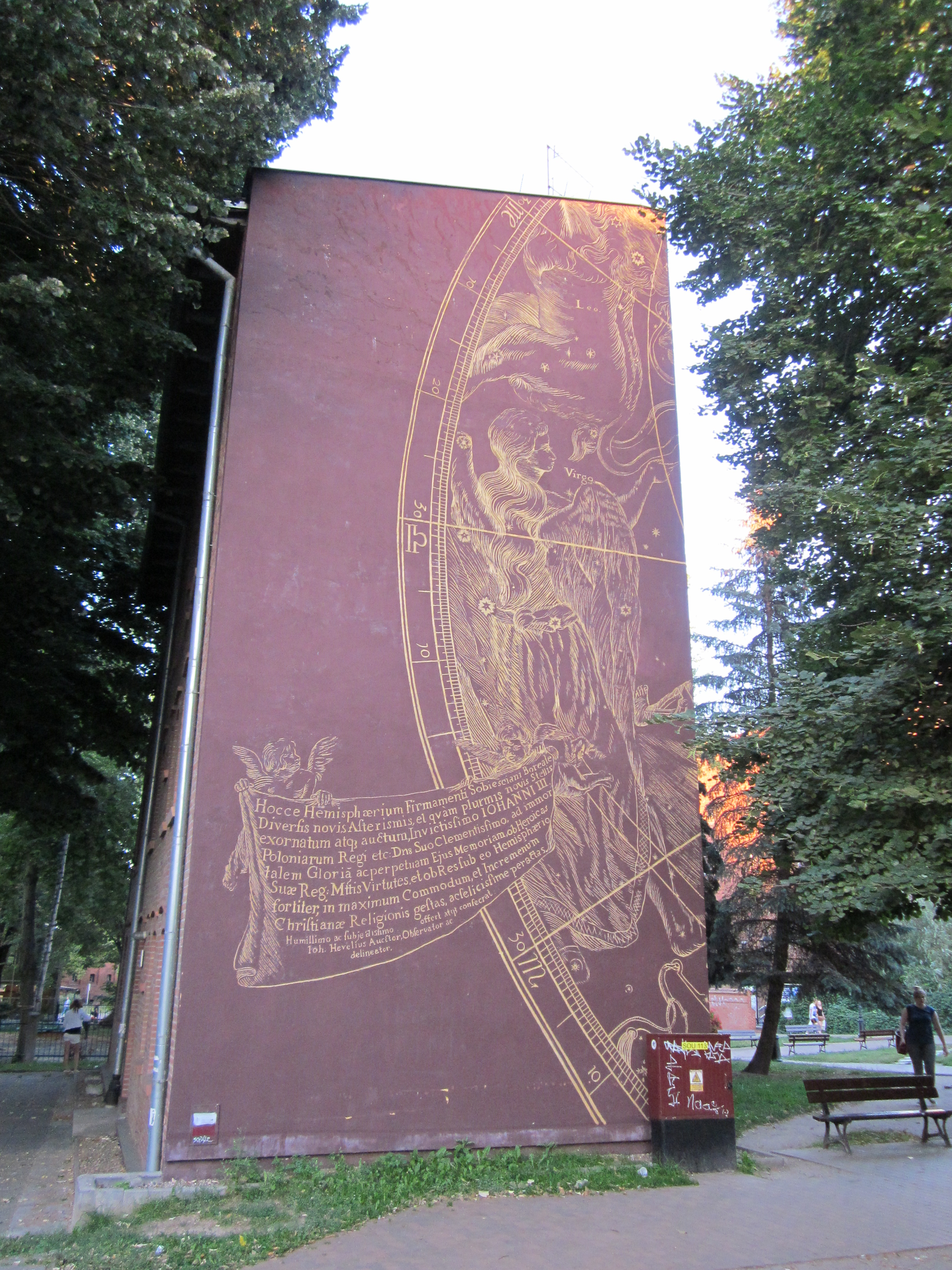
Sternenkarte auf der Stirnseite des Nachbarhauses
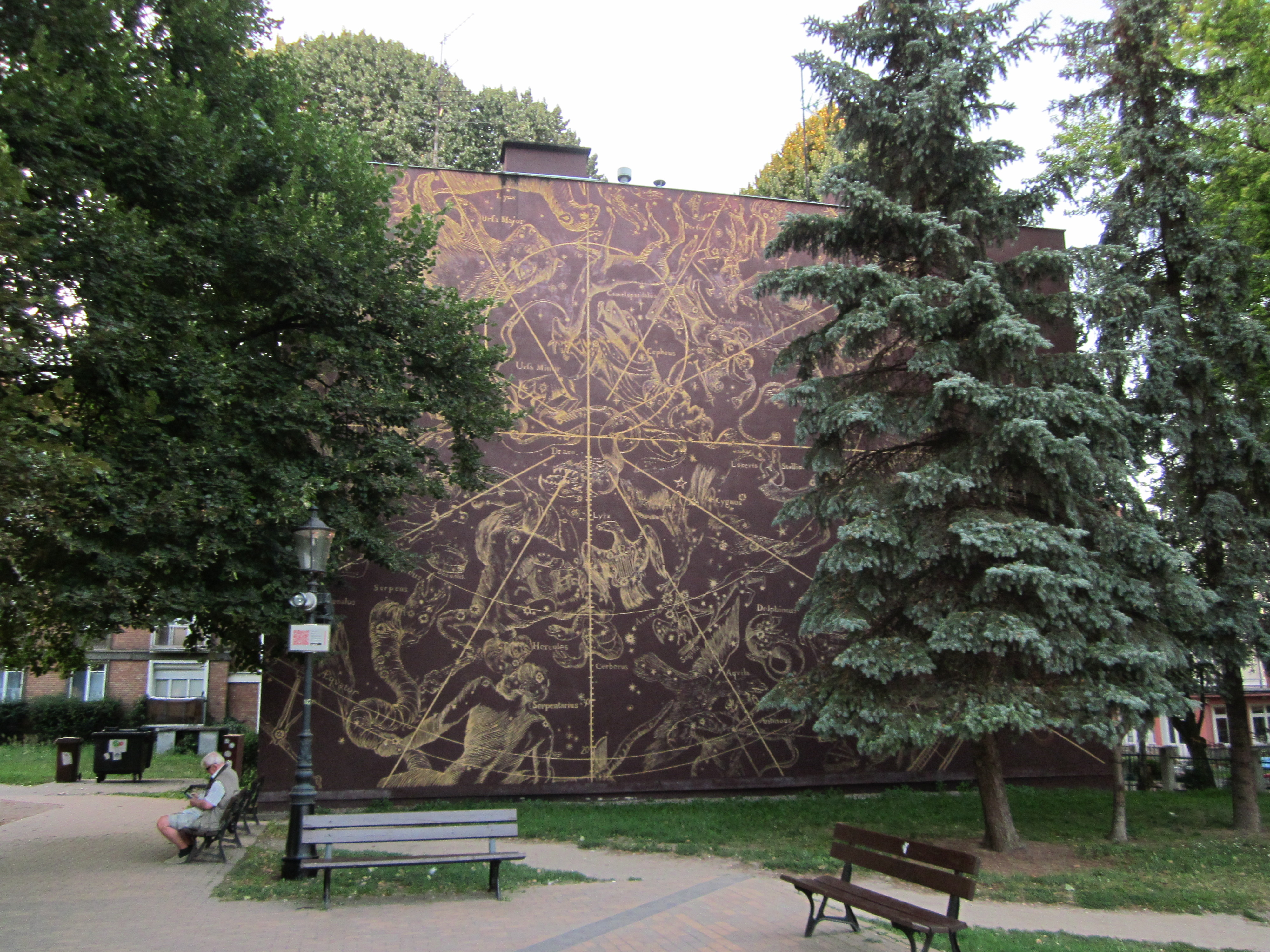
Sternenkarte auf der Längsseite des Nachbarhauses